# Richard Beavis

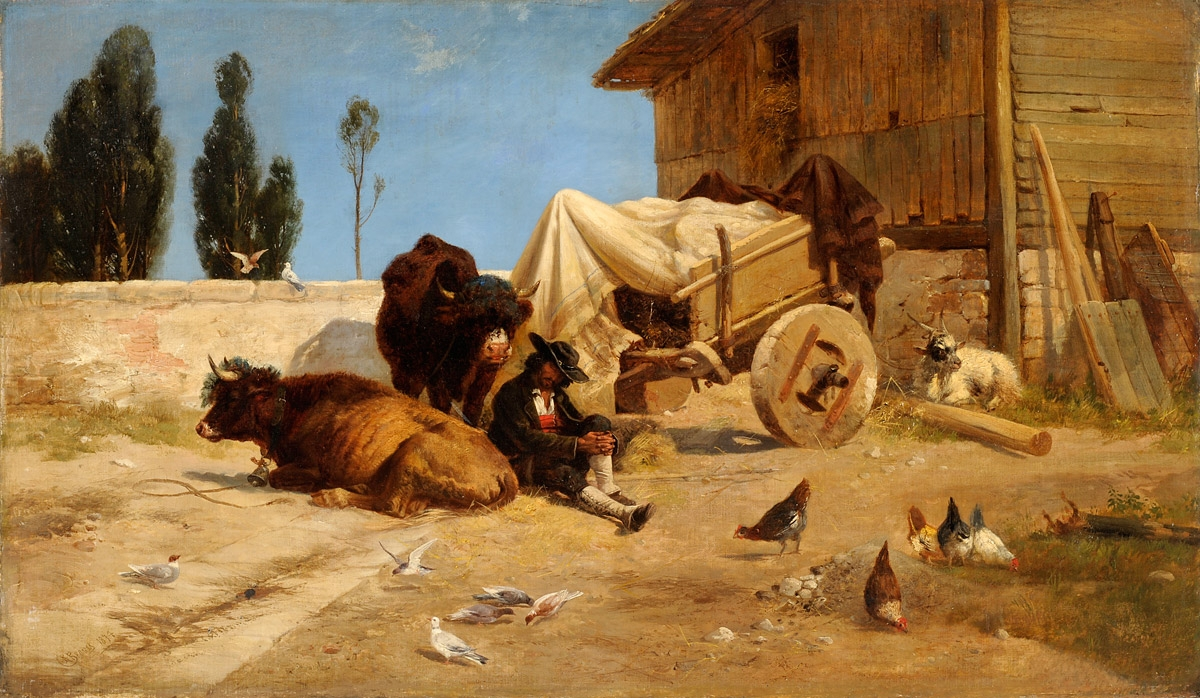
Richard Beavis, Siesta 1874.

Richard Beavis, född 1824 i Exmouth, död 13 november 1896 i London, var en engelsk djur- och landskapsmålare. 
År 1846 kom han till ritskolan i Somerset House i London, där han under ledning av Alfred Stevens gjorde stora framsteg, men också måste arbeta för sitt dagliga bröd, ända tills dekoratören George Trollope 1850 engagerade honom för ritningar och dekorativa arbeten. I 13 års tid stannade han hos honom, men kunde därvid även idka målning i vattenfärger och olja. År 1862 ställde han ut två tavlor, som vann stort bifall. Uppmuntrad därigenom, lämnade han 1863 ett landskap från södra Wales och framträdde slutligen 1865 med ett militäriskt tåg på ön Jersey, ett arbete i det fack, där han vann sitt konstnärsrykte: skildringen av livet bland människor och djur vid kusterna. Som produkt av fortsatta studier i Boulogne och Holland 1870–1873 bör nämnas flera kustbilder, uppdragandet av en fiskebåt med hästar, plöjning på hösten vid regnväder (1871), vrak vid franska kusten med mera. I början på 1875 gjorde han av hälsoskäl en resa till Kairo och besökte även Palestina och medförde som frukter av denna resa de stora tavlorna: en beduinkaravan på vägen till berget Sinai, plöjning i nedre Egypten och pilgrimer på vägen till Mekka.